# دپیکا امین
دپیکا امین (به انگلیسی: Deepika Amin) بازیگر هندی است.
از کارهای معروف او می‌توان به بازی در فیلم احمق‌ها، اکنون عدالت برقرار خواهد شد و راجو اشاره کرد.